# 价川線
价川線（ケチョンせん）は、朝鮮民主主義人民共和国平安南道安州市にある新安州青年駅から价川市にある价川駅までを結ぶ鉄道路線である。

## 路線データ
- 路線距離：新安州青年～价川間29.5km
- 駅数：6（両端駅を含む）
- 軌間：1435mm
- 電化区間：全線（直流3000V）
- 複線区間：なし

## 概要
日本統治時代に建設された价川線を原型としている。

## 歴史
- 1916年5月13日：三井鉱山専用鉄道により新安州駅（現：新安州青年駅） - 价川駅が狭軌にて開通[1]。
- 1918年12月1日：泉洞駅 - 价川駅間開通[2]。
- 1927年：价川軽便鉄道に社名変更。
- 1932年11月1日：价川鉄道株式会社所有のまま朝鮮総督府鉄道が賃借の上で旅客営業開始[3]。
- 1933年7月15日：价川駅移設、泉洞駅 - 价川駅間が標準軌化の上で朝鮮総督府鉄道満浦線に編入、雲興里駅 - 价川駅間の距離が8.6kmから8.2kmに短縮[4]。
- 1949年：全線の標準軌化工事完了。

## 駅一覧
- 駅所在地は全線平安南道内。

| 駅名                    | 駅名                    | 駅名                         | 駅間キロ (km) | 累計キロ (km) | 接続路線                         | 所在地 |
| 日本語                  | 朝鮮語                  | 英語                         | 駅間キロ (km) | 累計キロ (km) | 接続路線                         | 所在地 |
| ----------------------- | ----------------------- | ---------------------------- | ------------- | ------------- | -------------------------------- | ------ |
| 新安州青年駅 (新安州駅) | 신안주청년역 (신안주역) | Sinanju Ch'ŏngnyŏn (Sinanju) | 0.0           | 0.0           | 北朝鮮鉄道省：平義線             | 安州市 |
| 安州駅                  | 안주역                  | Anju                         | 6.4           | 6.4           |                                  | 安州市 |
| 北松里駅                | 북송리역                | Puksong-ri                   | 4.7           | 11.1          |                                  | 安州市 |
| 延豊駅 (龍興里駅)       | 연풍역 (룡흥리역)       | Yŏnp'ung (Ryonghŭng-ri)      | 5.2           | 16.3          |                                  | 安州市 |
| 雲興里駅                | 운흥리역                | Unhŭng-ri                    | 5.0           | 21.3          |                                  | 价川市 |
| 价川駅                  | 개천역                  | Kaech'ŏn                     | 8.2           | 29.5          | 北朝鮮鉄道省：満浦線・朝陽炭鉱線 | 价川市 |

## 参考資料
- 国分隼人（2007年）. 『将軍様の鉄道 北朝鮮鉄道事情』, 新潮社. ISBN 9784103037316
- 鉄道省 編, 『鉄道停車場一覧. 昭和12年10月1日現在』, 1937, p498